# MITI
MITI – skrót popularnej w światowych sferach gospodarczych i ekonomicznych, również w czasopiśmiennictwie, angielskiej nazwy Ministerstwa Międzynarodowego Handlu i Przemysłu Japonii - Ministry of International Trade and Industry (jap. 通商産業省 Tsuushou Sangyou Shou), w 2001 przekształconego w Ministerstwo Gospodarki, Handlu i Przemysłu Japonii, w skrócie: METI - Ministry of Economy, Trade and Industry (jap. 経済産業省 Keizai Sangyou Shou).
Historia MITI ma zasadnicze znaczenie dla gospodarczej i politycznej historii współczesnej Japonii.

## Rola w gospodarce Japonii po II wojnie światowej[2]
MITI odegrało wiodącą rolę w powojennej modernizacji Japonii, stosując narzędzia takie jak: zachęty podatkowe czy nisko oprocentowane kredyty. MITI było konsultantem innych agend rządowych oraz było odpowiedzialne za dostarczanie środków finansowych dla wybranych, preferowanych gałęzi przemysłu. Zostało także uprawnione do zapewniania licencji oraz patentów, mogło zawieszać ustawy i tworzyć kartele.